# ОШ „Плави круг”
ОШ „Плави круг” једна је од основних школа у општини Чукарица. Школа је приватног типа, налази се у Улици Ђорђа Огњановића 2, а основана је 2006. године.

## Опште информације
Школа је основана 2006. године и верификована од стране Министарства просвете и спорта Републике Србије.
Налази се на Бановом брду, у близини Кошутњака. ОШ „Плави круг” добила је име по мотиву плавог круга из романа Сеобе, Милоша Црњанског, а део је образовног система „Црњански”.